# 2020 aux échecs
| Années des échecs : 2017 - 2018 - 2019 - 2020 - 2021 - 2022 - 2023    |
| Décennies des échecs : 1990 - 2000 - 2010 - 2020 - 2030 - 2040 - 2050 |

Cette page recense les événements liés au monde des échecs qui ont eu lieu en 2020.
L’année 2020 est marquée par deux événements d’ampleur mondiale : 
- la pandémie de covid 19, qui touche toute la planète et, dans le monde échiquéen, perturbe les championnats nationaux et internationaux,
- l’apparition de la mini-série Le Jeu de la dame, qui devient de manière inattendue la série la plus regardée sur la plate-forme de vidéos Netflix, et un phénomène planétaire qui entraine un engouement pour le jeu d'échecs. Emmenée par Anya Taylor-Joy, la série décrit l’histoire d’une championne d’échecs fictive, Beth Harmon, rare femme dans un monde échiquéen alors très masculin des années 50 et 60.

## Championnats du monde

### Championnat du monde mixte
Le championnat est reporté en 2021, à la suite de la fermeture de l'espace aérien russe pour lutter contre la propagation de la pandémie de Covid-19 en Russie. C'est dans ce pays que devait avoir lieu le tournoi des candidats.

### Championnat du monde féminin
La Chinoise Ju Wenjun conserve son titre de championne du monde après avoir battu la Russe Aleksandra Goriatchkina, championne du tournoi des candidates l'année précédente.

### Championnat du monde de blitz et de parties rapides
Les championnats du monde de blitz et de parties rapides sont annulés en raison de la Pandémie de Covid-19 dans le monde. La FIDE avait attendu en espérant pouvoir les maintenir. Ils sont reportés en 2021, avec les joueurs qualifiés.

### Championnats du monde d'échecs senior, de la jeunesse et amateur
| Âge                                            | Champion mixte             | Championne                 |
| ---------------------------------------------- | -------------------------- | -------------------------- |
| Plus de 50 ans                                 | Pas de compétition en 2020 | Pas de compétition en 2020 |
| Plus de 65 ans                                 | Pas de compétition en 2020 | Pas de compétition en 2020 |
| Juniors (moins de 20 ans)[réf. souhaitée]      | Pas de compétition en 2020 | Pas de compétition en 2020 |
| Moins de 18 ans (sur Internet)[réf. souhaitée] | Nihal Sarin                | Carissa Yip                |
| Moins de 16 ans (sur Internet)                 | Frederik Svane             | Rakshitta Ravi             |
| Moins de 14 ans (sur Internet)[réf. souhaitée] | Gukesh D                   | Eline Roebers              |
| Moins de 12 ans (sur Internet)[réf. souhaitée] | Dimitar Mardov             | Alice Lee                  |
| Moins de 10 ans (sur Internet)[réf. souhaitée] | Vaclav Finek               | Omya Vidyarthi             |
| Moins de 8 ans (sur Internet)[réf. souhaitée]  | Pas de compétition en 2020 | Pas de compétition en 2020 |
| Chess 960                                      | Pas de compétition en 2020 | Pas de compétition dédiée  |
| Résolution de problèmes d'échecs               | Pas de compétition en 2020 | Pas de compétition en 2020 |

## Tournois classiques et rapides annuels
| Nom de l'événement              | Dates          | Lieu                | Cadence                    | Vainqueur                                                    |
| ------------------------------- | -------------- | ------------------- | -------------------------- | ------------------------------------------------------------ |
| Tata Steel Chess,               | 10-26 janvier  | Wijk aan Zee        | Classique                  | Masters : Fabiano Caruana Challengers : David Anton Guijarro |
| Festival d'échecs de Gibraltar, | 21-30 janvier  | Gibraltar           | Classique                  | David Paravian et Tan Zhongyi                                |
| Cairns Cup (en)                 | 8-17 février   | Saint-Louis         | Classique                  | Humpy Koneru                                                 |
| Festival d'échecs de Prague     | 11-22 février  | Prague              | Classique                  | Alireza Firouzja                                             |
| Open Aeroflot                   | 19-27 février  | Moscou              | Classique                  | Aydın Süleymanlı                                             |
| Festival de Bienne              | 18-29 juillet  | Bienne              | Classique, rapide et blitz | Radosław Wojtaszek                                           |
| Altibox Norway Chess            | 5-16 octobre   | Stavanger           | Classique                  | Magnus Carlsen                                               |
| Tournoi d'échecs de Danzhou,    | 3-9 décembre   | Danzhou et internet | Rapide                     | Richárd Rapport                                              |
| Festival Sunway Sitges (ca)     | 12-23 décembre | Sitges              | Classique                  | Ivan Cheparinov                                              |

Pour pallier l'absence de compétitions d'échecs depuis le début de la pandémie de Covid-19 et des confinements dans le monde, le Champions Chess Tour 2021, une série de dix tournois en ligne, est organisé de novembre 2020 à octobre 2021, avec une dotation totale de 1,5 million de dollars de prix. Le premier tournoi du cycle en novembre 2020, le Skilling Open, est remporté par le joueur américain Wesley So.
Les tournois prévus dans le cadre du Grand Chess Tour 2020 (Superbet Chess Classic Romania en mai, Paris Grand Chess Tour en juin, Croatia Grand Chess Tour en juillet, Saint Louis Rapid & Blitz en août, Sinquefield Cup en septembre) sont annulés à cause de la pandémie de Covid-19.
Le Saint Louis Rapid & Blitz est finalement organisé du 15 au 19 septembre sur Internet, et est remporté par Magnus Carlsen et Wesley So. Un tournoi à 10 joueurs en Chess 960 a également lieu du 11 au 13 septembre en ligne, gagné par le joueur américain Hikaru Nakamura.
D'autres tournois en ligne sont organisés, comme le Mémorial Steinitz ou la Silkway Cup.

## Compétitions par équipes

### Olympiade d'échecs
L'Olympiade d'échecs prévue en 2020 est annulée par la FIDE. En remplacement, une olympiade en ligne (Online Olympiad) est organisée sur internet, via le site Chess.com. La victoire est partagée entre les deux équipes finalistes, la Russie et l'Inde, à cause de problèmes de connexion des joueurs lors de la finale.

### Championnats continentaux par équipes
| Compétition                                            | Vainqueur mixte | Vainqueur femmes |
| ------------------------------------------------------ | --------------- | ---------------- |
| Championnat du monde d'échecs par équipes              |                 |                  |
| Championnat d'Europe d'échecs des nations              |                 |                  |
| Championnat d'Asie d'échecs des nations (sur internet) | Australie       | Inde             |
| Championnat panaméricain d'échecs des nations (en)     |                 |                  |

En mai 2020, la FIDE organise la FIDE Online Nations Cup, compétitions entre nations majeures dans le monde des échecs, qui est remportée par l'équipe de Chine.

### Championnats interclubs européens
| Compétition                                | Champion             | Deuxième          | Troisième        |
| ------------------------------------------ | -------------------- | ----------------- | ---------------- |
| Coupe d'Europe des clubs d'échecs          |                      |                   |                  |
| Coupe d'Europe des clubs d'échecs féminine | CE Monte-Carlo       | UGRA              | Gambit Volgograd |
| Championnat d'Allemagne d'échecs des clubs | OSG Baden-Baden      | SC Viernheim (de) | SF Deizisau (de) |
| Championnat d'Espagne d'échecs des clubs   | Silla Bosch-Serinsys | Andreu Paterna    | Gros Xake Taldea |
| Championnat de France d'échecs des clubs   |                      |                   |                  |
| Coupe de France des clubs d'échecs         |                      |                   |                  |
| Four Nations Chess League (en) (4NCL)      |                      |                   |                  |
| United States Chess League (en) (USCL)     |                      |                   |                  |

## Championnats nationaux

### Championnats continentaux individuels
| Compétition                              | Champion mixte      | Championne          |
| ---------------------------------------- | ------------------- | ------------------- |
| Championnat d'Afrique d'échecs           |                     |                     |
| Championnat d'Asie d'échecs              |                     |                     |
| Championnat d'Amérique d'échecs          |                     |                     |
| Championnat d'Europe d'échecs individuel | Compétition annulée | Compétition annulée |
| Championnat d'Océanie d'échecs           |                     |                     |

### Championnats nationaux individuels
| Pays                                              | Champion mixte                 | Championne                    |
| ------------------------------------------------- | ------------------------------ | ----------------------------- |
| Championnat d'Afrique du Sud d'échecs             |                                |                               |
| Championnat d'Albanie d'échecs (en)               |                                |                               |
| Championnat d'Algérie d'échecs                    |                                |                               |
| Championnat d'Allemagne d'échecs                  | Luis Engel                     | Fiona Sieber                  |
| Championnat d'Andorre d'échecs                    |                                |                               |
| Championnat d'Argentine d'échecs                  |                                |                               |
| Championnat d'Arménie d'échecs                    | Samvel Ter-Sahakyan            | Maria Gevorgyan               |
| Championnat d'Australie d'échecs                  | Temur Kuybokarov               |                               |
| Championnat d'Autriche d'échecs                   |                                |                               |
| Championnat d'Azerbaïdjan d'échecs                |                                |                               |
| Championnat du Bangladesh d'échecs                |                                |                               |
| Championnat de la Barbade d'échecs                |                                |                               |
| Championnat de Belgique d'échecs                  | Alexandre Dgebuadze            | Wiebke Barbier                |
| Championnat de la Biélorussie d'échecs            |                                |                               |
| Championnat de Birmanie d'échecs                  | Myint Han (en)                 |                               |
| Championnat de Bolivie d'échecs                   |                                |                               |
| Championnat de Bosnie-Herzégovine d'échecs        |                                |                               |
| Championnat du Botswana d'échecs                  |                                |                               |
| Championnat du Brésil d'échecs                    |                                |                               |
| Championnat de Bulgarie d'échecs                  | Martin Petrov                  |                               |
| Championnat du Canada d'échecs                    |                                |                               |
| Championnat du Cap-Vert d'échecs                  | Mariano Ortega                 | Celia M. Rodriguez Guevara    |
| Championnat du Chili d'échecs                     |                                |                               |
| Championnat de Chine d'échecs                     | Yu Yangyi                      | Tan Zhongyi                   |
| Championnat de Colombie d'échecs                  | Sergio Barrientos (en)         | Melissa Castrillón Gómez (en) |
| Championnat de Corée du Sud d'échecs              |                                |                               |
| Championnat du Costa Rica d'échecs                |                                |                               |
| Championnat de Croatie d'échecs                   | Saša Martinović                |                               |
| Championnat de Cuba d'échecs                      |                                |                               |
| Championnat de Chypre d'échecs                    |                                |                               |
| Championnat du Danemark d'échecs                  | Mads Andersen                  |                               |
| Championnat d'Écosse d'échecs                     |                                |                               |
| Championnat des Émirats Arabes Unis d'échecs      |                                |                               |
| Championnat d'Espagne d'échecs                    | David Antón Guijarro           | Sabrina Vega Gutiérrez        |
| Championnat d'Estonie d'échecs                    |                                |                               |
| Championnat des États-Unis d'échecs               | Wesley So                      | Irina Krush                   |
| Championnat des îles Féroé d'échecs               | Høgni Egilstoft Nielsen (fo)   |                               |
| Championnat de France d'échecs                    |                                |                               |
| Championnat de Finlande d'échecs                  |                                |                               |
| Championnat de Géorgie d'échecs                   | Luka Paichadzé[réf. souhaitée] | Nino Batsiashvili             |
| Championnat de Ghana d'échecs                     | Francis Anquandah              | Felix Tobi Abena              |
| Championnat d'échecs de Grande-Bretagne           | Pas de championnat             | Pas de championnat            |
| Championnat de Grèce d'échecs                     |                                |                               |
| Championnat du Guatemala d'échecs                 |                                |                               |
| Championnat du Honduras d'échecs                  |                                |                               |
| Championnat de Hongrie d'échecs                   |                                |                               |
| Championnat d'Inde d'échecs                       |                                |                               |
| Championnat d'Indonésie d'échecs                  |                                |                               |
| Championnat d'Iran d'échecs                       |                                |                               |
| Championnat d'Irlande d'échecs                    |                                |                               |
| Championnat d'Islande d'échecs                    | Gudmundur Kjartansson (et)     |                               |
| Championnat d'Israël d'échecs                     |                                |                               |
| Championnat d'Italie d'échecs                     |                                |                               |
| Championnat de Jamaïque d'échecs                  |                                |                               |
| Championnat du Japon d'échecs                     |                                |                               |
| Championnat du Kazakhstan d'échecs                | Murtas Kazhgaleyev             | Zhansaya Abdumalik            |
| Championnat du Kenya d'échecs                     |                                |                               |
| Championnat du Kosovo d'échecs                    |                                |                               |
| Championnat de Lettonie d'échecs                  | Zigurds Lanka (en)             | Laura Rogule                  |
| Championnat du Liban d'échecs                     | Ahmad Najjar                   |                               |
| Championnat de Lituanie d'échecs                  | Karolis Jukšta (en)            | Kamilė Baginskaitė            |
| Championnat du Luxembourg d'échecs                |                                |                               |
| Championnat de Macédoine d'échecs                 |                                |                               |
| Championnat de Madagascar d'échecs                |                                |                               |
| Championnat de Malaisie d'échecs                  |                                |                               |
| Championnat du Malawi d'échecs                    | Alfred Chimthere               | Priyasha Shriyan              |
| Championnat de Malte d'échecs                     |                                |                               |
| Championnat du Maroc d'échecs                     |                                |                               |
| Championnat du Mexique d'échecs                   |                                |                               |
| Championnat de Moldavie d'échecs                  |                                |                               |
| Championnat de Mongolie d'échecs                  |                                |                               |
| Championnat du Monténégro d'échecs                |                                |                               |
| Championnat de Namibie d'échecs                   | Pas de championnat             | Pas de championnat            |
| Championnat du Népal d'échecs                     |                                |                               |
| Championnat de Nouvelle-Zélande d'échecs          |                                |                               |
| Championnat de Norvège d'échecs                   |                                |                               |
| Championnat d'Ouzbékistan d'échecs                | Nodirbek Yakubboev             | Nilufar Yakubbaeva            |
| Championnat du Pakistan d'échecs                  |                                |                               |
| Championnat du Paraguay d'échecs                  |                                |                               |
| Championnat d'échecs des Pays-Bas                 |                                |                               |
| Championnat du Pays de Galles d'échecs            |                                |                               |
| Championnat du Pérou d'échecs                     |                                |                               |
| Championnat des Philippines d'échecs              |                                |                               |
| Championnat de Pologne d'échecs                   | Kacper Piorun                  |                               |
| Championnat du Portugal d'échecs                  | André Ventura Sousa            | Sara Soares                   |
| Championnat de la République Dominicaine d'échecs |                                |                               |
| Championnat de Tchéquie d'échecs                  | David Navara                   | Kristýna Petrová              |
| Championnat de Roumanie d'échecs                  |                                |                               |
| Championnat de Russie d'échecs                    | Ian Nepomniachtchi             | Aleksandra Goryachkina        |
| Championnat du Salvador d'échecs                  |                                |                               |
| Championnat du Sénégal d'échecs                   | Mansour Gbedo                  | Nadezda Marochkina            |
| Championnat de Serbie d'échecs                    | Aleksandar Indjić              | Teodora Injac                 |
| Championnat de Singapour d'échecs                 |                                |                               |
| Championnat de Slovaquie d'échecs                 |                                |                               |
| Championnat de Slovénie d'échecs                  |                                |                               |
| Championnat du Sri Lanka d'échecs                 | Ranindu Dilshan Liyanage (en)  | Nethmi Fernando               |
| Championnat de Suède d'échecs                     |                                |                               |
| Championnat de Suisse d'échecs                    |                                |                               |
| Championnat du Suriname d'échecs                  |                                |                               |
| Championnat de Tanzanie d'échecs                  | Hemed Mlawa (de)               | Prisha Chheda                 |
| Championnat du Togo d'échecs                      | Yakini Tchouka                 |                               |
| Championnat de Trinité-et-Tobago d'échecs         |                                |                               |
| Championnat de Turquie d'échecs                   | Vahap Sanal                    |                               |
| Championnat d'Ukraine d'échecs                    | Anton Korobov                  | Nataliya Buksa                |
| Championnat d'Uruguay d'échecs                    |                                |                               |
| Championnat du Venezuela d'échecs                 |                                |                               |
| Championnat du Vietnam d'échecs                   | Lê Tuấn Minh                   | Lương Phương Hạnh (vi)        |
| Championnat de Zambie d'échecs                    |                                |                               |

## Évolution des classements mondiaux en 2020
Les joueurs d'échecs ont un classement Elo mis à jour chaque mois par la FIDE en fonction de leurs résultats sportifs, et chaque partie jouée rapporte ou retire des points Elo aux joueurs. Au cours de l'année 2020, plusieurs progressions au classement Elo sont remarquées.

### Classement mixte
| Rang 2021 | Nom                    | Né en | Fédération  | Elo 2021 | Rang 2020 | Elo 2020 | Évolution     |
| --------- | ---------------------- | ----- | ----------- | -------- | --------- | -------- | ------------- |
| 1         | Magnus Carlsen         | 1990  | Norvège     | 2 862    | 1         | 2 872    | en stagnation |
| 2         | Fabiano Caruana        | 1992  | États-Unis  | 2 823    | 2         | 2 822    | en stagnation |
| 3         | Ding Liren             | 1992  | Chine       | 2 791    | 3         | 2 805    | 14            |
| 4         | Ian Nepomniachtchi     | 1990  | Russie      | 2 789    | 5         | 2 774    | 15            |
| 5         | Maxime Vachier-Lagrave | 1990  | France      | 2 784    | 7         | 2 770    | 14            |
| 6         | Levon Aronian          | 1982  | Arménie     | 2 781    | 6         | 2 773    | en stagnation |
| 7         | Alexander Grischuk     | 1983  | Russie      | 2 777    | 4         | 2 777    | en stagnation |
| 8         | Shakhriyar Mamedyarov  | 1985  | Azerbaïdjan | 2 770    | 8         | 2 770    | en stagnation |
| 9         | Wesley So              | 1993  | États-Unis  | 2 770    | 10        | 2 765    | en stagnation |
| 10        | Teimour Radjabov       | 1987  | Azerbaïdjan | 2 765    | 11        | 2 765    | en stagnation |

### Classement femmes
| Rang 2021 | Nom                    | Né en | Fédération | Elo 2021 | Rang 2020 | Elo 2020 | Évolution     |
| --------- | ---------------------- | ----- | ---------- | -------- | --------- | -------- | ------------- |
| 1         | Hou Yifan              | 1994  | Chine      | 2 658    | 1         | 2 664    | en stagnation |
| 2         | Aleksandra Goryachkina | 1998  | Russie     | 2 593    | 4         | 2 578    | 15            |
| 3         | Humpy Koneru           | 1987  | Inde       | 2 586    | 3         | 2 580    | en stagnation |
| 4         | Ju Wenjun              | 1991  | Chine      | 2 560    | 2         | 2 584    | 24            |
| 5         | Kateryna Lagno         | 1989  | Russie     | 2 546    | 5         | 2 552    | en stagnation |
| 6         | Mariya Muzychuk        | 1992  | Ukraine    | 2 544    | 6         | 2 552    | en stagnation |
| 7         | Viktorija Cmilyte      | 1983  | Lituanie   | 2 538    | 8         | 2 538    | en stagnation |
| 8         | Anna Muzychuk          | 1990  | Ukraine    | 2 535    | 7         | 2 539    | en stagnation |
| 9         | Nana Dzagnidze         | 1987  | Géorgie    | 2 524    | 11        | 2 515    | en stagnation |
| 10        | Dronavalli Harika      | 1991  | Inde       | 2 515    | 10        | 2 518    | en stagnation |

## Art et culture
- 14 février : première parution de Blitz, manga sur le jeu d'échecs[79].
- Diffusion de la série Le Jeu de la dame sur Netflix.

## Nécrologie
- 13 janvier : Radoslav Simić
- 16 février : Heinz Schaufelberger (en)
- 28 février : Guennadi Kouzmine[80]
- 5 mars : Stanislav Bogdanovitch[81]
- 9 mars : Richard Guy
- 30 mars : Arianne Caoili[82]
- 5 avril : Hans Lambert (en)
- 20 avril : Arsen Yegiazarian et Don Schultz (en)
- 28 avril : Gertrude Baumstark
- 8 mai : Iepe Rubingh (en)[83]
- 10 mai : Jerzy Pokojowczyk (en)
- 17 mai : Tatjana Lematschko[84]
- 1er juillet : Jorge Aldrete Lobo (en)
- juillet : Giora Peli (en)
- 17 août : Anibal Gamboa (en)
- 21 août : Miron Sher
- 24 août : Wolfgang Uhlmann[85]
- 2 septembre : Nikolaos Skalkotas (en)
- 4 septembre : Dumitru Svetușchin[86]
- 16 septembre : Francisco Trois (en)[87] et Enrique Irazoqui
- 13 octobre : Raimundo García (en)
- 1er novembre : Markus Stangl (en)
- 18 novembre : Pietro Rossi (en)
- 23 novembre : Karl Janetschek (en)
- 17 décembre : Krzysztof Bulski (en)
- 25 décembre : Klara Shagenovna Kasparova, mère de Garry Kasparov[88]